# Addo Kruizinga
Addo Kruizinga (Eindhoven, 18 oktober 1965) is een Nederlands musicalacteur en zanger.

## Biografie
Kruizinga begon na het behalen van zijn vwo-diploma aan een studie Economische Psychologie aan de Katholieke Universiteit in Tilburg. Op televisie speelde hij drie seizoenen de rol van Rick Dijkstra in de misdaadserie Ernstige Delicten en speelde hij een gastrol in Westenwind.
Daarnaast werkte hij mee aan Musicals in Ahoy' en hij verleende zijn stem aan het personage Julian in Barbie - de Prinses en de Bedelaar. Na een auditie bij de band Rubicon, bracht hij met deze band een cd uit en stond hij in het voorprogramma van o.a. Golden Earring. Hij werd gevraagd door amateurgezelschappen, waarna hij in Jesus Christ Superstar de rol van Judas op zich nam. Daarna stond hij in dezelfde musical voor het Koninklijk Ballet van Vlaanderen en in de musical Chess als Freddy Trumper.
Kruizinga was ook te zien in de buitenlandse producties Elisabeth (Wenen) als de dood, West Side Story als Tony en in Les Misérables als Enjolras (Antwerpen). In Nederland speelde hij opnieuw in Elisabeth, maar dan in de rol van Rudolf. In Doornroosje als Jonathan en in Eternity als Star en ook in Pippi Langkous als Tante Pastellia.
Daarna speelde hij in Tarzan in het ensemble en was hij understudy voor de rollen van Korchak, Clayton en Mr. Porter.
Vanaf december 2008 speelde Kruizinga de rol van Perchik in de musical Anatevka, en in het theaterseizoen 2011/2012 de rol van meester Postma in Oorlogswinter de musical voor het Nederlands Jeugd Musical Theater (NJMT).

## Opleiding
Na het behalen van zijn VWO-diploma ging hij verder met de opleiding Economische Psychologie in Tilburg. Daarna volgde hij zangles bij Edward Hoepelman en kreeg hij acteerles van Rufus Collins. Tussendoor volgde hij acteerworkshops bij Mara Otten.

## Theater
- Jesus Christ Superstar (Hilversumse productie)
- Jesus Christ Superstar (Tilburgse productie)
- 1994: Jesus Christ Superstar (Koninklijk Ballet van Vlaanderen) - Judas
- 1994: Chess (Koninklijk Ballet van Vlaanderen) - Frederick Trumper
- 1995: Elisabeth (Wenen) - Der Tod
- 1996: West Side Story - Tony
- 1998: Les Miserables (Antwerpen) - Enjolras
- 1999: Elisabeth - Rudolph
- 2002: Doornroosje - Jonathan
- 2003: Eternity (Orkest Koninklijke Luchtmacht) - Star
- 2005: Pippi Langkous - Tante Pastellia
- 2006: Rembrandt - ensemble
- 2007/2008: Tarzan - ensemble, understudy Korchak, Clayton, Mr. Porter.
- 2008/2009: Anatevka - Perchik
- 2011/2012: Oorlogswinter de musical - Meester Postma, Vader van Beusekom, Jitczak Rosenthal.
- 2017: Elisabeth in concert (Paleis Het Loo, Apeldoorn) - Rudolf
- 2018: Elisabeth in concert (Paleis Soestdijk, Soestdijk) - Rudolf

## Televisie
- 2000: Westenwind (gastrol) - Pastoor Toremans
- 2002: Ernstige Delicten - Rick (Rechercheur)
- 2004: Barbie als de Prinses en de Bedelaar (film) - Julian (stem)

## Overig
- 2000: Nominatie Musical Award mannelijke bijrol (Elisabeth)
- 2003: Nominatie Musical Award mannelijke bijrol (Doornroosje)
- Addo is tevens leadzanger bij Rubicon, waarmee hij ook een cd op nam (Land of dreams)

- International Standard Name Identifier: 0000 0000 5852 8845
- Library of Congress Control Number: no2006122659
- MusicBrainz: 6ca0c6bb-88cf-4896-a0f9-47b6a1e01f1f
- Virtual International Authority File: 61309956
- WorldCat: E39PBJm983V8Vx9q3k8gDkqPcP